# Andre Gower
Pour les articles homonymes, voir Gower.
Ne doit pas être confondu avec Andrew Gower.
Andre Gower (de son nom de naissance Jon Andre Gower) est un ancien acteur américain, principalement de télévision, né le 27 avril 1973, à Los Angeles, Californie. Il est principalement connu pour avoir interprété le rôle de Sean Crenshaw dans le film de 1987, The Monster Squad, ainsi que pour celui de Brooks Prentiss, pendant deux saisons, dans la série Les Feux de l'amour.

## Filmographie partielle

### Cinéma
- 1987 : The Monster Squad

### Télévision
- 1981-1982 : Les Feux de l'amour (2 saisons)
- 1983 : Baby Makes Five (en) (1 saison)
- 1984 : Agence tous risques (1 épisode)
- 1984 : Les Routes du paradis (1 épisode)
- 1985 : K 2000 (1 épisode)
- 1985 : Hooker (2 épisodes)
- 1985 : La Cinquième Dimension (1 épisode)
- 1986 : Les Enquêtes de Remington Steele (1 épisode)
- 1986 : Le Magicien (1 épisode)
- 1986 : Fathers and Sons (1 saison)
- 1987 : Le Chevalier lumière (1 épisode)
- 1987-1988 : Mr. President (2 saisons)

## Distinctions

### Récompenses
- Young Artist Award
  - Meilleur groupe dans un film 1988 (avec l'ensemble de la distribution de The Monster Squad)

### Propositions de récompenses
- Saturn Award :
  - Proposé pour le Saturn Award du meilleur jeune acteur 1988 (The Monster Squad)
- Young Artist Award
  - Proposé pour la Meilleure prestation dans une série télévisée - Jeune acteur ayant un rôle récurrent 1983 (Les Feux de l'amour)
  - Proposé pour la Meilleure prestation dans une série télévisée - Jeune acteur ayant un rôle récurrent 1984 (Baby Makes Five (en))
  - Proposé pour la Meilleure prestation dans une série télévisée - Jeune acteur ayant un rôle récurrent 1987 (Fathers and Sons)
  - Proposé pour la Meilleure prestation dans une série télévisée - Jeune acteur ayant un rôle récurrent 1988 (Mr. President)